# Cantó de Saint-Symphorien-de-Lay
El cantó de Saint-Symphorien-de-Lay és un cantó francès del departament del Loira, situat al districte de Roanne. Té 16 municipis i el cap és Saint-Symphorien-de-Lay.

## Municipis
- Chirassimont
- Cordelle
- Croizet-sur-Gand
- Fourneaux
- Lay
- Machézal
- Neaux
- Neulise
- Pradines
- Régny
- Saint-Cyr-de-Favières
- Saint-Just-la-Pendue
- Saint-Priest-la-Roche
- Saint-Symphorien-de-Lay
- Saint-Victor-sur-Rhins
- Vendranges

## Història
| Data d'elecció                           | Identitat       | Partit                          | Qualitat |
| ---------------------------------------- | --------------- | ------------------------------- | -------- |
| 1958-1964                                | M. Neyraud      | RI                              |          |
| 1964-1970                                | M. Metton       | Divers droite                   |          |
| 1970-197.                                | M. Houillon     | Divers droite                   |          |
| 197.-1988                                | Claude Metton   | Divers droite                   |          |
| 1988-                                    | Michel Chartier | UDF-PR, després DL, després UMP |          |
| les dades anteriors no són pas conegudes |                 |                                 |          |
|                                          |                 |                                 |          |

## Demografia
| A partir de 1990: Població sense dobles comptes |